# Rhexia mutabilis
Rhexia mutabilis är en insektsart som beskrevs av Richter. Rhexia mutabilis ingår i släktet Rhexia och familjen hornstritar. Inga underarter finns listade i Catalogue of Life.